# Борчаны (район Бановце-над-Бебравоу)
Борчаны (словац. Borčany, венг. Borcsány) — село в Тренчинском крае на северо-западе Словакии в районе Бановце-над-Бебравоу.
Расположено в северной части холмов Нитрянской низменности в низовьях ручья Вишневе в бассейне реки Бебрава. Центр поселка находится на высоте 190 м над уровнем моря и в десяти километрах от административного центра города Бановце-над-Бебравоу.
Площадь — 3,11 км². Население — 264 жителя (на 31 декабря 2020 года). Плотность — 84,6 чел./1 км

## История
Первое письменное упоминание о селе Борскан относится к 1113 году, в 1332 году-	первое письменное упоминание о существовании церкви в селе. Село принадлежало Епархии Нитры, позже местной шляхте.
4 апреля 1945 Красная Армия освободила Борчаны от немецких оккупантов.
До 1918 года принадлежало Венгерскому королевству, затем перешло к Чехословакии, ныне — Словакии.

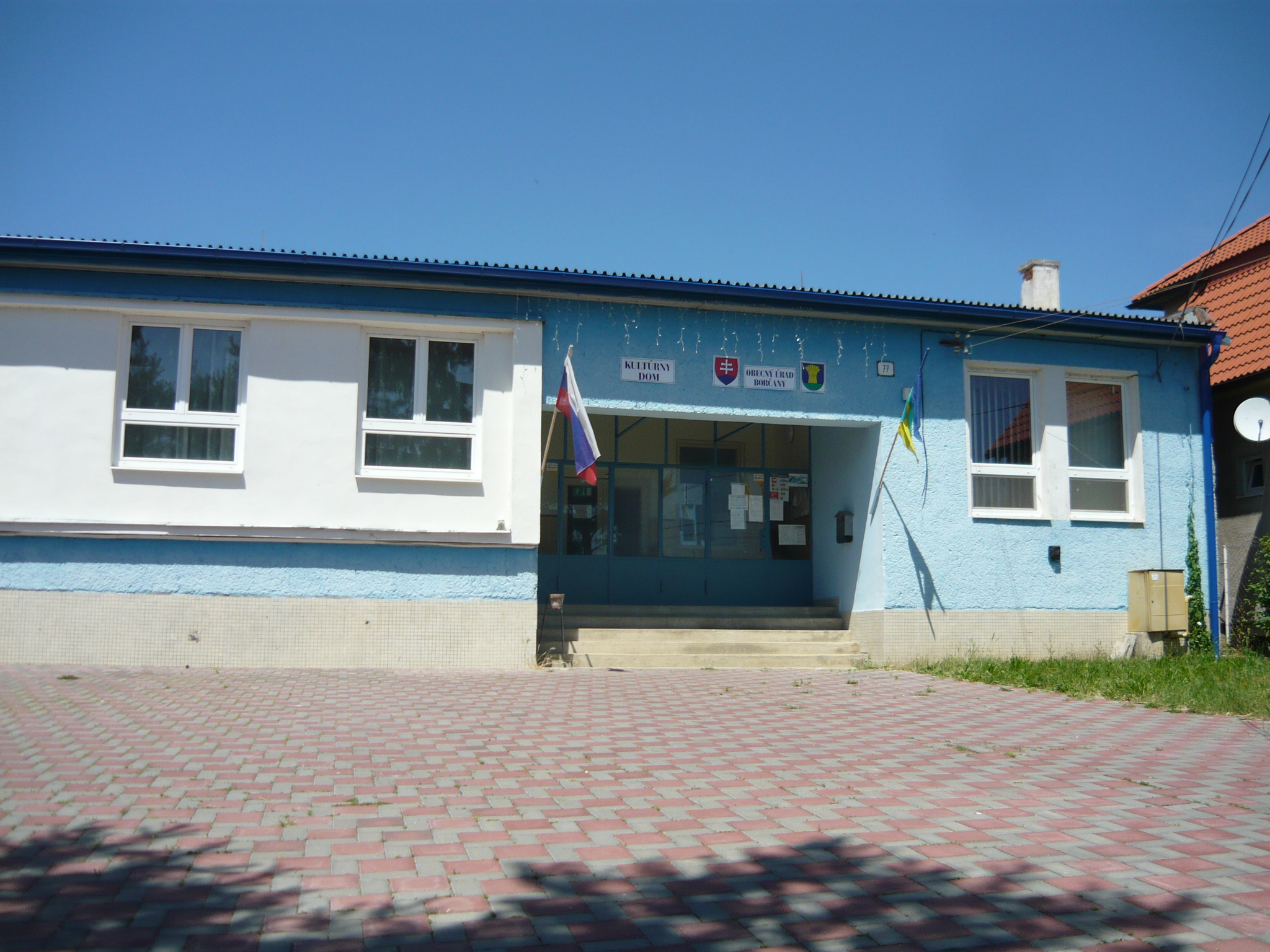
Администрация села

## Население
| Год:                | 1994 | 2004    | 2014    | 2024    |
| ------------------- | ---- | ------- | ------- | ------- |
| Количество человек: | 259  | 258     | 251     | 265     |
| Разница:            |      | −0,38 % | −2,71 % | +5,57 % |

## Достопримечательность
В селе находится романско-готическая римско-католическая церковь св. Гавела 13 века, перестроенная в 1850 году и несколько раз в XX веке.